# Parafia Niepokalanego Poczęcia Najświętszej Maryi Panny w Zamęcinie
Parafia pw. Niepokalanego Poczęcia Najświętszej Maryi Panny w Zamęcinie – parafia rzymskokatolicka, należąca do dekanatu Choszczno, archidiecezji szczecińsko-kamieńskiej, metropolii szczecińsko-kamieńskiej. W parafii posługują księża diecezjalni. Według stanu na wrzesień 2018 proboszczem parafii był ks. Grzegorz Galwas.

## Miejsca święte

### Kościół parafialny
Kościół Niepokalanego Poczęcia Najświętszej Maryi Panny w Zamęcinie

### Kościoły filialne i kaplice
- Kościół Świętej Trójcy w Nadarzynie[1]
- Kościół w Zwierzyniu[1]